# Martin Kuznitzky
Martin Kuznitzky (geboren am 17. Mai 1868 in Gnesen; gestorben nach 1938) war ein deutscher Dermatologe und Urologe. Darüber hinaus war er ein bedeutender Kunstsammler und Dokumentarist ostasiatischer Kunst, speziell japanischer Tsuba.

## Leben
Martin Kuznitzky wurde als Sohn des aus Myslowitz stammenden jüdischen Arztes Simon Kuznitzky und seiner Frau Auguste in Gnesen geboren. Nach seinem Schulabschluss begann er ein Studium der Medizin, unter anderem an der Friedrich-Wilhelms-Universität in Berlin. Er promovierte 1892 an der Kaiser-Wilhelms-Universität in Straßburg mit dem Thema „Wie und wann ist Syphilis zu behandeln?“. Nach der Promotion arbeitete er bis 1896 an der Kaiserlichen Universitätsklinik für Hautkrankheiten in Straßburg und publizierte zahlreiche Werke über Psioriases, die Urethra und Anwendung der Mikroskopie in der Medizin.
Nach seiner Übersiedelung nach Köln im Jahr 1897 eröffnete er eine eigene Praxis in der Stephanstraße. Am 8. August 1901 heiratete er in Straßburg die von dort stammende Elisabeth Augusta von Liliencron. 1903 wurde die gemeinsame Tochter Elisabeth geboren. Seit 1910 war er Mitglied des Deutschen Alpenvereins, unterstützte großzügig den Aufbau der Sektion Rheinland und hielt Lichtbildvorträge über die Zermatter Alpen und Graubünden.
Im Ersten Weltkrieg wurde er zum Militärdienst eingezogen. Als Stabs- und Regimentsarzt des 16. Lothringischen Fuss-Artillerie-Regiments leitete er ein Hilfslazarett. Bis zum Ende des Krieges arbeitete er als Chefarzt in Brest-Litowsk. Für seine Verdienste erhielt er das Eiserne Kreuz II. Klasse und die bayerische Prinzregent-Luitpold-Medaille.
Nach dem Ende des Krieges ging er nach Köln zurück und setzte seine berufliche Tätigkeit fort. Nach der Machtergreifung der Nationalsozialisten wurden die Arbeitsmöglichkeiten für jüdische Ärzte zunehmend eingeschränkt. Martin Kuznitzky gab dennoch seine Praxis nicht auf, verlor jedoch einen großen Teil seiner Patienten. Am 3. Oktober 1938 wurde ihm seine Approbation entzogen. Ende 1938 verliert sich seine Spur in Köln.

## Kunstsammler
In den 1920er Jahren baute er eine über 1000 Exponate umfassende Sammlung von japanischem Schwertschmuck (Tsuba, Kozuka, Fuchi-Kashira) und japanischen Gürtelknöpfen (Netsuke) auf, die neben den Vorkriegssammlungen der Ostasiatischen Museen in Köln und Berlin sowie der Sammlung des Hamburger Museums für Kunst und Gewerbe zu den bedeutendsten Zusammenstellungen in Deutschland zählte. Einige Exponate stammten aus der Sammlung des englischen Sammlers George Herbert Naunton, die Anfang der 1920er Jahre in London versteigert wurden.
Anfang der 1930er Jahre begann Kuznitzky mit der mehrteiligen Publikation über Künstlersignaturen auf japanischen Schwertbättern, die mit Hilfe von Otto Kümmel herausgegeben wurde. Bis 1936 fotografierte und katalogisierte er die Tsuba des Hamburger Museums für Kunst und Gewerbe. Nachdem sein Kölner Mentor Alfred Salmony 1933 nach Amerika emigrierte und der Hamburger Museumsdirektor Max Sauerlandt entlassen wurde, verweigerte der neue Leiter des Museums Konrad Hüseler die Ausleihe der Tsuba an den jüdischen Arzt. Die letzte Publikation, Teil XXI der Veröffentlichung über die japanischen Künstlersiegel, erschien 1937.
Das Archiv mit den Tsuba-Fotografien überstand offensichtlich den Zweiten Weltkrieg. Die Familie seines Schwiegersohns bot sie 1951 Otto Kümmel zur Übernahme an, der das Angebot an Peter Wilhelm Meister vom Museum für Kunst und Gewerbe Hamburg weiterleitete. Aus dem Schriftwechsel mit Kunstsammlern ist bekannt, dass Kuznitzky noch mindestens 17 weitere Tsuba-Fototafeln, die nicht mehr publiziert wurden, fertiggestellt hatte. Sowohl das Fotoarchiv als auch die umfangreiche Sammlung Martin Kuznitzkys gelten als verschollen.

## Gedenken

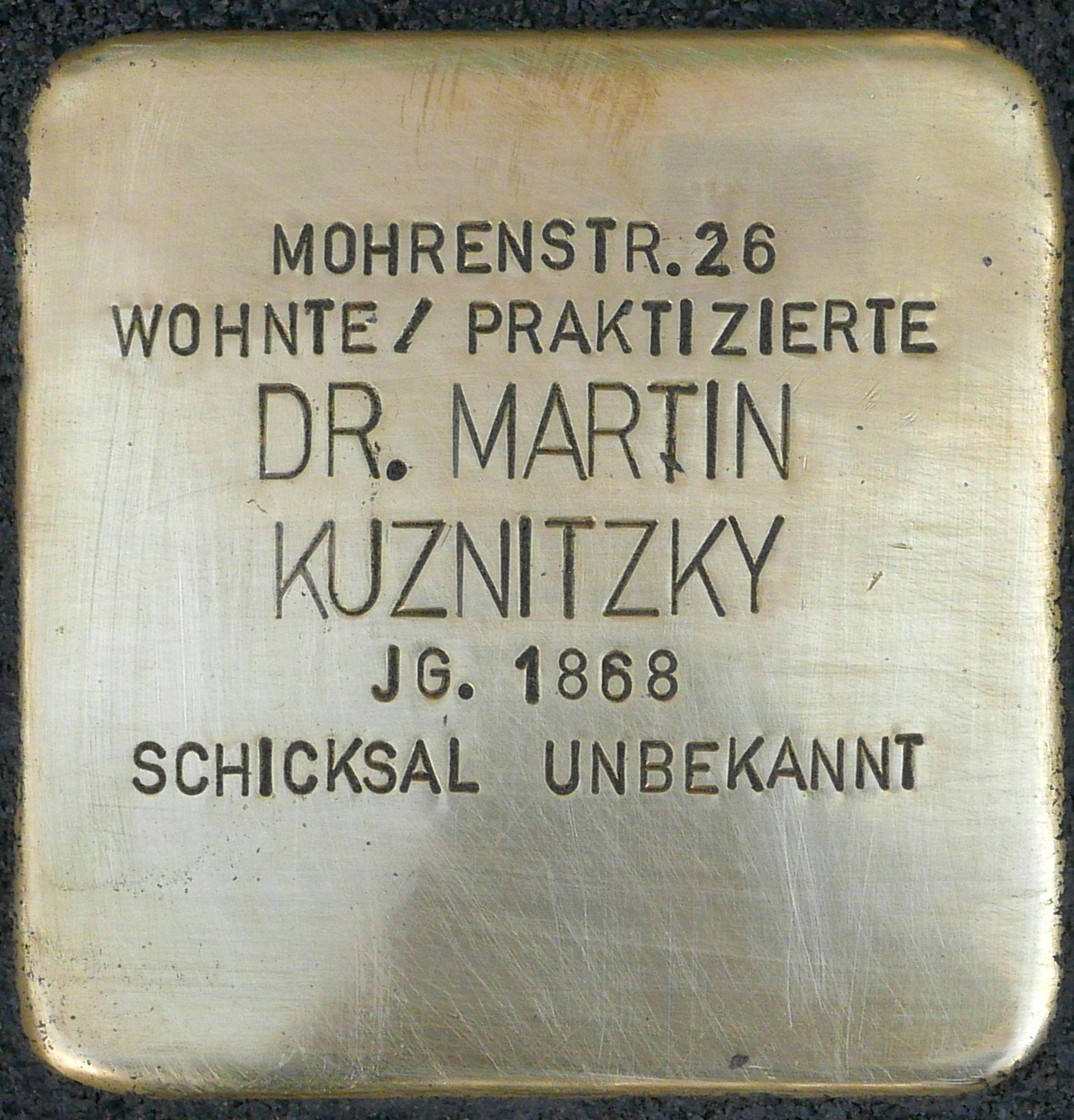
Stolperstein für Martin Kuznitzky, Mohrenstraße 26, Köln-Altstadt-Nord.

In der Kölner Mohrenstraße, in der das ehemalige Wohnhaus mit der Arztpraxis stand, wurden im September 2018 auf Initiative des Deutschen Alpenvereins, Sektion Rheinland zum Andenken an Martin Kuznitzky sowie an seine Frau Elisabeth und seine Tochter Elisabeth Charlotte Gloeden, die beide 1944 nach dem gescheiterten Attentat auf Adolf Hitler in Plötzensee hingerichtet wurden, drei Stolpersteine im Rahmen des Kunst- und Denkmalprojektes des Kölner Künstlers Gunter Demnig verlegt.

## Werke von Martin Kuznitzky (Auswahl)
- Wie und wann ist Syphilis zu behandeln? Inauguraldissertation, Straßburg, 1892.
- Beitrag zur Contoverse über die Natur Zellveränderungen bei Molluscum contagiosum. 1896.
- Psoriasis unilateralis und die Theorien über Aetiologie der Psoriasis. 1896.
- Facultative Demonstrations-oculare. 1896.
- Ein Fall von Acanthosis nigricans: Dystrophie papillaire et pigmentaire. 1896.
- Aetiologie und Pathogenese der Psioriasis. 1897.
- Untersuchungen über Richtung und Verlauf der Schleimhautfalten der ruhenden männlichen Urethra nach Plattenmodellen. 1898.
- Plattenmodell der Urethralschleimhaut eines sechs Monate alten männlichen Fötus. 1899.
- Tubus zur Behandlung mit Kohlensäureschnee. 1911.
- Bemerkenswerter Fall von Malum performans nach Prellschuss der Wirbelsäule. 1915.
- Ersatz des Rasierens beim Verbinden von Verwundeten. 1915.
- Sammlung von Künstlersiegeln (Han und Kakihan) in mikrophotographischer Wiedergabe: Vorarbeiten zu einer systematischen Zusammenstellung von Künstlersiegeln der Meister japanischer Schwertstichblätter und japanischen Schwertschmucks. 1935.
- Sammlung von Künstlersiegeln (Kakihan) in mikrophotographischer Wiedergabe. Teil 1–11, 1931–1937.